# Shihomi
Shihomi（しほみ、1988年12月24日 - ）は、日本のファッションモデル。

## 人物・来歴
- 東京都出身。
- 美川特区アットマーク国際高等学校卒業。
- エイベックス・マネジメント株式会社所属。
- 趣味：買い物、ネイル　特技：合気道、料理
- 2007年にプリンセスPINKYオーディショングランプリに選ばれる。

## 出演

### テレビ番組

#### ドラマ
- 華麗なるスパイ（2009年7月-、日本テレビ）-秘密諜報部の女性（受付嬢） 役
- リアルクローズ　販売員役

### 映画
- 呪島（2008年）

### ラジオ
- Kensho TV presents プレスタ（Inter FM）
- FM FUJI

## 書籍

### 雑誌連載
- PINKY（集英社）専属モデル

### その他
- プリンセスハート
- gainer(メンズ雑誌)
- ヤングマガジン(グラビア)
- 週刊プレイボーイ(グラビア)